# Verena Hoehne

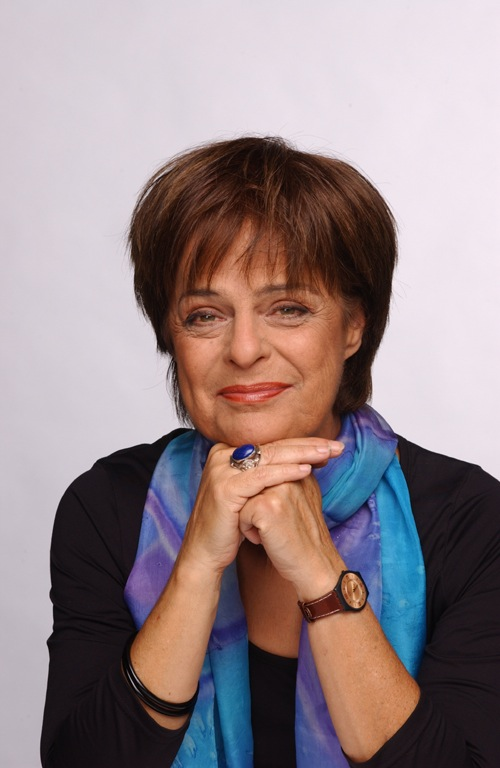
Verena Hoehne

Verena Hoehne (* 14. Januar 1945 in Lausanne; † 25. Januar 2012 in Zürich) war eine Schweizer Kulturjournalistin und Autorin.

## Leben
Nach Schulen in Baden und Zürich studierte Verena Hoehne in Marburg, Zürich, München und Wien Theaterwissenschaften und promovierte zum Thema Das Zürcher Schauspielhaus 1945–1965.
Als Kulturjournalistin war Verena Hoehne seit 1972 beim Schweizer Fernsehen tätig, wo sie für ihre eigene Theatersendung Scheinwerfer verantwortlich zeichnete und als Filmemacherin zahlreiche Theaterporträts, Dokumentarfilme und Nachrichtenbeiträge verfasste. Für den Sender 3sat führte sie die Gesprächsserie Begegnungen.  In den 1980er und 1990er Jahren war Verena Hoehne Off-Sprecherin der Nachrichtensendung Tagesschau, Kommentatorin in deutscher Sprache für die Live-Übertragungen der Ballettveranstaltung Prix de Lausanne und Moderatorin des Café Philo des Kulturformats Sternstunde Philosophie. Zu Gästen ihrer Gespräche und Dokumentarfilme gehörten unter anderem Max Frisch, Friedrich Dürrenmatt, Elias Canetti, Maria Becker, Ernst Schröder, Karl Paryla, Franz Hohler, Wolf Biermann und Emil Steinberger.
Von 1990 bis 2001 war Verena Hoehne Verwaltungsrätin beim Zürcher Theater Neumarkt und Mitglied der Schweizerischen Gesellschaft für Theaterkultur. Im Schauspielhaus Zürich moderierte sie zusammen mit Urs Bircher die Reihe Erzählte Theatergeschichte 1938–1992 und führte durch Matineen mit Giorgio Strehler, Georg Tabori, Benno Besson und Werner Düggelin.
Ihre Passion für Theater lebte Verena Hoehne zudem als Autorin von mehreren Sachbüchern (Zürcher Theater Spektakel, Schweizer Theaterjahrbuch), als Dozentin an der Zürcher Hochschule für Musik und Theater, Co-Regisseurin bei einem Berner Kleintheater und als Jurorin beim Secondo Theaterwettbewerb aus. Sie zeichnet zudem für Lesungen (u. a. szenische Erzählreihe zu Erich Kästner), Zeitungsrezensionen und Radiobeiträge verantwortlich.
In ihrer Heimatstadt Baden war sie als Moderatorin der Gesprächsreihe PhiloThik, vielfältiges Engagement in der Kleinkunstszene und durch Auftritte am Figura Festival bekannt. Einen Lebenstraum verwirklichte sie sich durch Mitwirkung am Teatro Palino, zuletzt als Darstellerin im mit Mathias Dix entwickelten Stück Zufriedenheit? Nein danke! (mit Simona Hofmann und Marc Palino Brunner).
Verena Hoehne verstarb am 25. Januar 2012 in Zürich nach einjähriger Krankheit.

## Werke
- mit Peter Zeindler: Zwei Theater unterwegs. Théâtre Populaire Romand und Theater für den Kanton Zürich, 1981.
- als Lektorin: Mein Schauspielhaus. Erwin Parker, Pendo, 1983.
- mit Christian Jauslin: Dramatiker-Förderung / Aide aux auteurs dramatiques. 1986.
- mit Christian Altorfer: Spektakel. Zürcher Theaterspektakel, Internationales Festival Freier Theatergruppen. Werd Verlag Zürich, 1989.
- mit Urs Bircher und Martin Kreutzberg: Zürich, eine Theaterlandschaft. 1991.
- mit Ruedi Josuran und Daniel Hell: Mittendrin und nicht dabei. Ullstein Taschenbuch, 1999.
- Das Lachen am Ende des Gangs. Zytglogge, 2002.